# Força do Cóssovo
A Força do Kosovo (em inglês: Kosovo Force ou KFOR) é uma força de paz internacional liderada pela OTAN, e responsável pelo estabelecimento de um ambiente seguro no Kosovo.
A KFOR entrou no Kosovo em 10 de junho de 1999 sob um mandato da ONU, dois dias após a aprovação da Resolução 1 244 do Conselho de Segurança das Nações Unidas. Na época da Resolução 1 244, o Kosovo estava enfrentando uma grave crise humanitária, com as forças militares e paramilitares da República Federal da Jugoslávia (RFJ) e o Exército de Libertação do Kosovo (KLA) em engajamentos diários. As tensões étnicas foram as mais elevadas e o número de mortes atingiu uma alta histórica. Quase um milhão de pessoas fugiram do Kosovo como refugiados.

## História

### Origem e Fundação
No final dos anos 1990, a província do Kosovo, na época parte da República Federal da Iugoslávia, foi palco de intensos conflitos entre as forças sérvias e o Exército de Libertação do Kosovo (UÇK), que era fortemente contra a influência sérvia e ortodoxa na região. Os crimes de guerra que a Sérvia fez contra a população kosovar etnicamente albanesa, principalmente em Račak, causaram indignação pela comunidade internacional e as potências ocidentais, que exigiram que Slobodan Milosevic retirassem as tropas sérvias na província do Kosovo. Como a Sérvia não mostrou sinais que deixaria sua presença na província, a OTAN iniciou uma série de bombardeios que foram de 24 de março até a Resolução de 1244 da ONU que aprovou o Acordo de Kumanovo em 10 de junho de 1999. 
A Resolução 1244 do Conselho de Segurança das Nações Unidas, estabeleceu que os Estados-Membros da ONU e as organizações internacionais pudessem manter uma presença de segurança internacional, uma delas foi a Força do Kosovo (KFOR), fundado no dia de 10 de junho pela OTAN, que sob as ordens da resolução, pretendia garantir a manutenção de paz no Kosovo.

## Estrutura

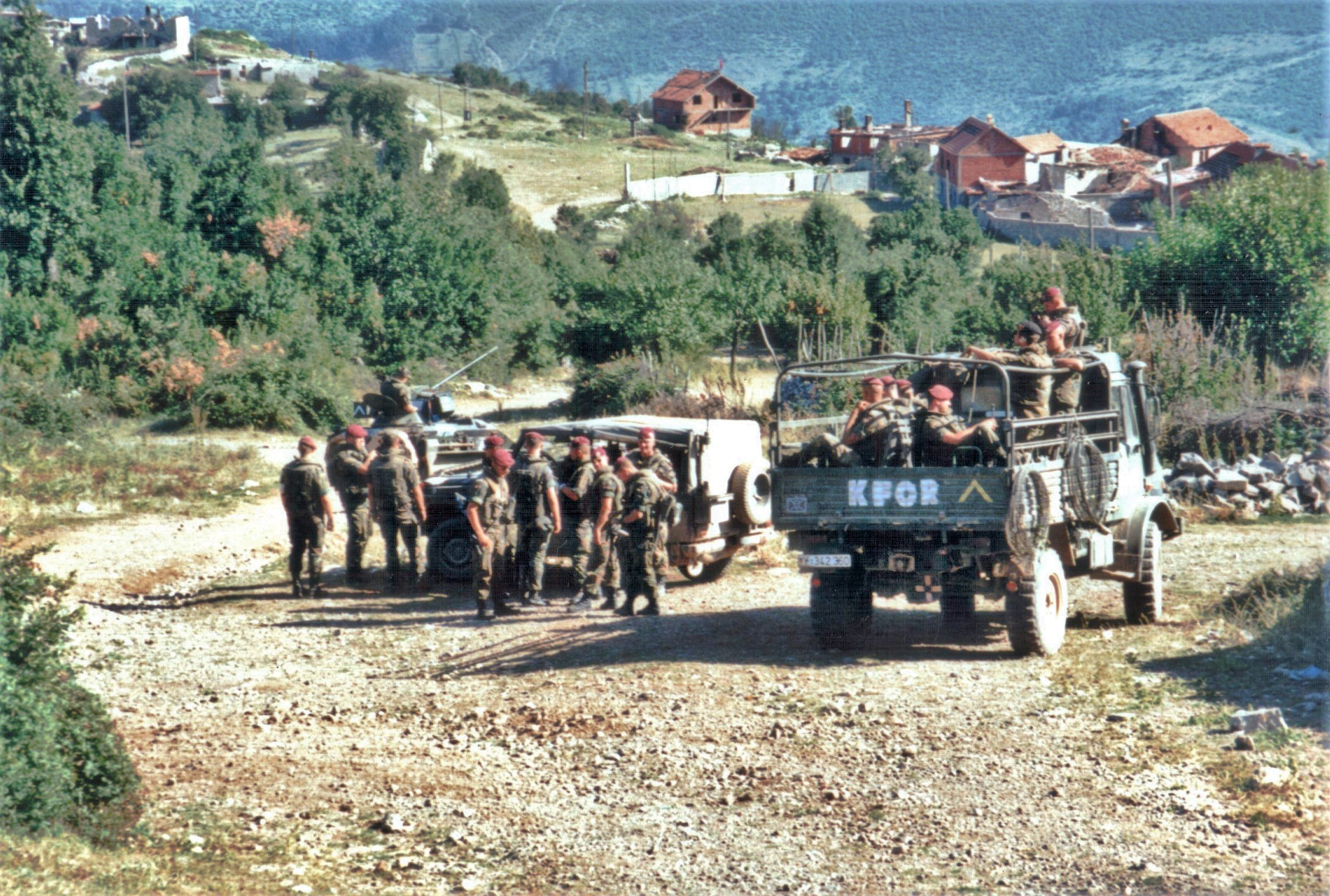
Militares alemães da KFOR

O KFOR é dividido em cinco forças operacionais, cada uma lidando uma parte do Kosovo e também inclui uma unidade de carabineiros e gendarmaria, conhecida como MSU. Uma dessas forças-tarefas, a Força-Tarefa Multinacional Norte, que engloba a cidade (altamente simbólica) de Mitrovica, esteve sob comando francês até a retirada daquele país em 2014.
A força do KFOR chegou a atingir 50 000 pessoas, vindas dos vinte países da OTAN e de países não pertencentes à OTAN (incluindo elementos dos exércitos russo, suíço e austríaco) e por conta da ausência de guerra entre Kosovo e a Sérvia, vem diminuindo desde 2010.
Em março de 2022, a KFOR era constituída por 3 770 soldados de 28 países contribuintes, países esses que são:
- Albânia: 25
- Armênia: 40
- Áustria: 240
- Bulgária: 25
- Canadá: 5
- Croácia: 134
- Chéquia: 8
- Dinamarca: 35
- Finlândia: 20
- Alemanha: 68
- Grécia: 109
- Hungria: 469
- Irlanda: 13
- Itália: 638
- Letônia: 136
- Lituânia: 1
- Moldávia: 41
- Montenegro: 1
- Macedônia do Norte: 64
- Polónia: 247
- Roménia: 50
- Eslovênia: 193
- Suécia: 2
- Suíça : 187
- Turquia: 309
- Reino Unido:  40
- Ucrânia: 65
- Estados Unidos: 635